# Virgen
Virgen [ˈfɪrɡn̩] ist eine Gemeinde im österreichischen Bundesland Tirol, Bezirk Lienz (Osttirol). Sie wurde nach dem Hauptort benannt und umfasst Teile des Virgentals in der Venedigergruppe, umfangreiche Teile des Gemeindegebietes liegen zudem im Nationalpark Hohe Tauern. Die Besiedelungsgeschichte Virgens geht auf die Zeit um 500 vor Christus zurück, wobei der Kupferbergbau eine tragende Rolle spielte. Nach dem Ende der Römerzeit siedelten sich Slawen im Virgental an, die ab dem 8. Jahrhundert nach und nach von bairischen Siedlern assimiliert wurden. Die gleichzeitig einsetzende Christianisierung führte zur Einrichtung einer der ersten Pfarren in der Region. Im Mittelalter war Virgen Teil Kärntens und der Grafschaft Görz, 1500 wurde es an Tirol angegliedert. Mit 2241 Einwohnern (Stand 1. Jänner 2025) ist Virgen heute die bevölkerungsmäßig fünftgrößte Gemeinde Osttirols. Wirtschaftlich spielt in der Gemeinde vor allem die Landwirtschaft und der Tourismus eine wichtige Rolle, wobei ein Mangel an Arbeitsplätzen sowie strukturelle Probleme zu einer sehr hohen Pendlerrate führen. Virgen wurde mehrfach als schönste Gemeinde Tirols ausgezeichnet.

## Geografie

### Lage
Virgen liegt im nördlichen Osttirol und ist mit einer Fläche von 88,8 km² die sechstgrößte Gemeinde im Bezirk Lienz. Mit einem Anteil von rund 42 km² am Nationalpark Hohe Tauern steht knapp die Hälfte des Gemeindegebiets unter Naturschutz. Virgen umfasst das östliche, von der Isel durchflossene, Virgental von der Iselschlucht bis zur Ortschaft (Fraktion) Mitteldorf. Da die Isel vom Virger Schwemmkegel an die rechte Talseite gedrängt wird, liegen alle Siedlungen, mit Ausnahme der Fraktion Welzelach, auf der linken Talseite. Höchster Punkt ist der Hohe Eichham (3371 m) in der Venedigergruppe. Auch der höchste Berg der Lasörlinggruppe, der Lasörling (3098 m), liegt an der Grenze des Gemeindegebietes.

### Gemeindegliederung
| Bevölkerungsverteilung (Stand 1. Jänner 2025) |      |
| --------------------------------------------- | ---- |
| Göriach                                       | 135  |
| Mellitz                                       | 79   |
| Mitteldorf                                    | 209  |
| Niedermauern                                  | 209  |
| Obermauern                                    | 325  |
| Virgen                                        | 1202 |
| Welzelach                                     | 82   |

| Katastralgemeinden | Ortschaften in der Gemeinde |
| ------------------ | --- |
| Virgen (88,82 km²) | Göriach (R) Marin (W) Mellitz (R) Mitteldorf (D) Bach (W) Niedermauern (R) Gries (R) Rain (W) Obermauern (D) Virgen (D) Welzelach (R) Berg (W) |
| Legende            | |

| In der Spalte Katastralgemeinden sind sämtliche Katastralgemeinden einer Gemeinde angeführt. In der Klammer ist die jeweilige Fläche in km² angegeben. |
| In der Spalte Ortschaften sind sämtliche von der Statistik Austria erfassten Siedlungen, die auch eine eigene Ortschaftskennziffer aufweisen, angeführt. In der Hierarchieebene derselben Spalte, rechts eingerückt, werden nur Ansiedlungen, die mindestens aus mehreren Häusern bestehen, dargestellt. Die wichtigsten der verwendeten Abkürzungen sind: - M = Hauptort der Gemeinde - Stt = Stadtteil - R = Rotte - W = Weiler - D = Dorf - ZH = Zerstreute Häuser - Sdlg = Siedlung - Hgr = Häusergruppe - E = Einzelgehöft (nur wenn sie eine eigene Ortschaftskennziffer haben) Die komplette Liste der Statistik Austria ist in: Topographische Siedlungskennzeichnung nach STAT Zu beachten ist, dass manche Orte unterschiedliche Schreibweisen haben können. So können sich Katastralgemeinden anders schreiben als gleichnamige Ortschaften bzw. Gemeinden. Quelle: Statistik Austria – |

Virgen besteht aus sieben Fraktionen sowie sieben Weilern. Gelangt man von Osten in das Gemeindegebiet, entlang der Landesstraße, so erreicht man zunächst die Fraktion Mitteldorf (1089 m) mit dem Weiler Bach. Folgt man der Landesstraße weiter, so gelangt man in die Fraktion Virgen-Dorf (1194 m), den Hauptort der Gemeinde, mit dem Weiler Weite. Nordöstlich des Hauptortes, unterhalb des Obersonnbergs, liegt am gleichnamigen Bach die Fraktion Mellitz, nordwestlich am Virger Bach die Fraktion Göriach mit dem Weiler Marin. Göriach und Mellitz sind jedoch bereits teilweise mit dem Hauptort zusammengewachsen. Westlich des Hauptortes befindet sich am Nillbach die Fraktion Obermauern (1303 m), südlich von Obermauern die Fraktion Niedermauern mit den Weilern Gries und Rain. Westlichste Fraktion ist der Ort Welzelach (1189 m) mit den Weilern Berg und March. Neben den Fraktionen und Weilern bestehen in der Gemeinde zudem hoch gelegene Einzelhöfe wie Sonnberg (1.487 Meter) oberhalb von Mellitz und Budam (1563 m) östlich von Obermauern.
Matrei ist mit der zweithöchsten Bevölkerungszahl im Bezirk Lienz und seiner Funktion als wirtschaftliches, soziales sowie medizinisches Zentrum des nördlichen Osttirols für die Virger Bevölkerung von besonderer Bedeutung.

### Nachbargemeinden
Die Gemeinde Virgen wird im Süden durch die Lasörlinggruppe von den im Defereggental gelegenen Gemeinden St. Jakob, St. Veit und Hopfgarten (von Westen nach Osten) getrennt. Im Westen Virgens liegt die Gemeinde Prägraten, im Norden und Osten die Marktgemeinde Matrei in Osttirol.
|           |                                             | Matrei in Osttirol |
| Prägraten | Kompassrose, die auf Nachbargemeinden zeigt |                    |
| St. Jakob | St. Veit                                    | Hopfgarten         |

### Flächennutzung
Große Teile des Gemeindegebiets von Virgen können durch ihre hochalpine Lage und den starken Anteil an den Hohen Tauern nicht genutzt werden. Rund 41 % des Gemeindegebietes entfallen deshalb auf Ödland. An zweiter Stelle rangieren Almen und Bergmähder, die 29 % des Gemeindegebietes einnehmen. Wälder spielen in Virgen ebenfalls eine wichtige Rolle. Mit knapp über 20 % liegt diese Nutzungsart an dritter Stelle. Alle anderen Flächenarten nehmen anteilsmäßig einen untergeordneten Rang ein. Wiesen umfassen immerhin noch 9 %, während Ackerland und Gärten zusammen weniger als 1 % des Gemeindegebietes ausmachen.

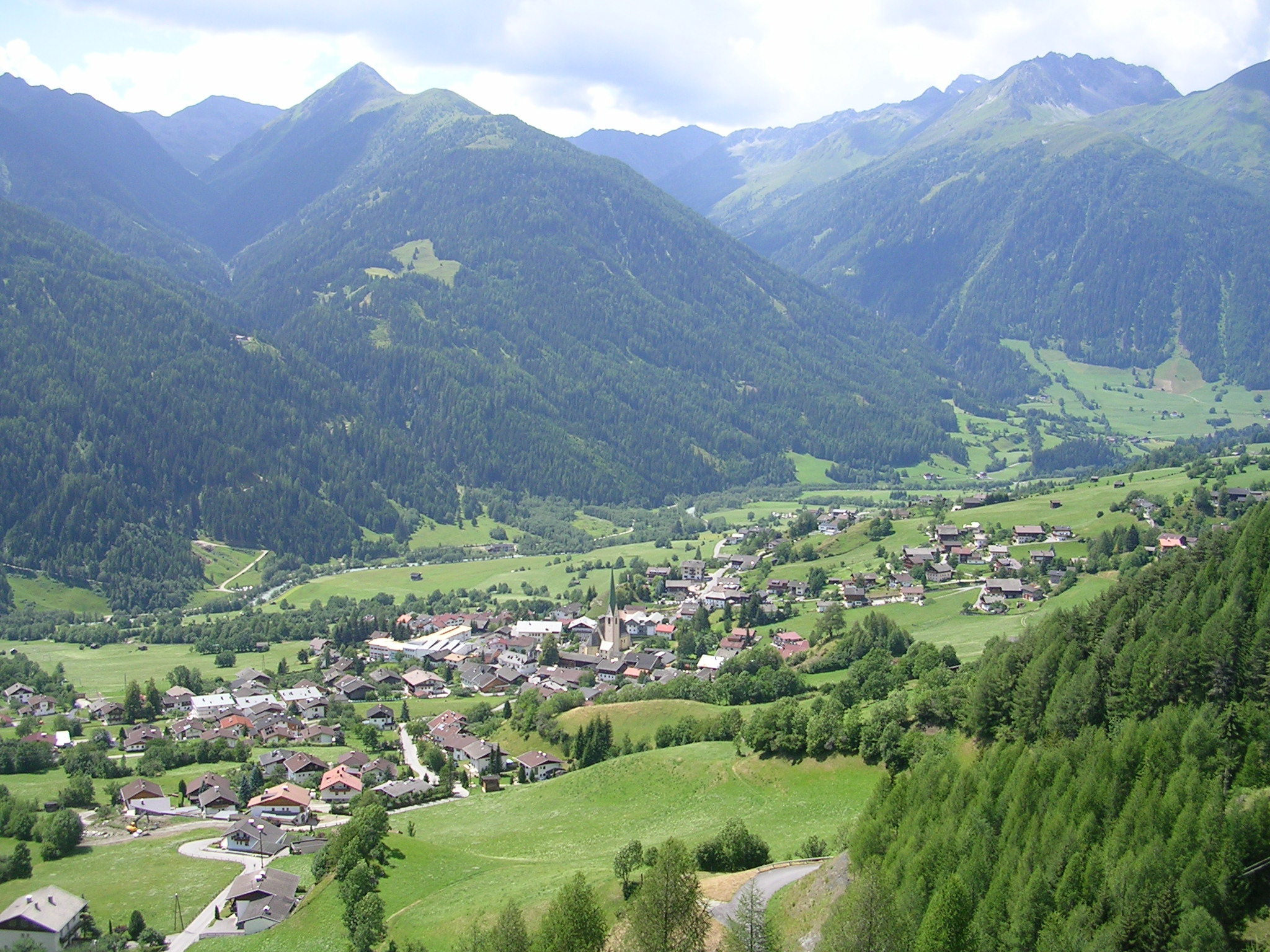
Blick ins Virgental auf die Fraktion Virgen-Dorf

### Geologie
Der nördliche Teil des Gemeindegebietes, die Virger Nordkette, ist geologisch der alpinen Schieferhülle zuzuordnen. Diese Schieferhülle, die über einem Gneiskern liegt, besteht aus einer oberen und einer unteren Schieferschicht. Die obere Schieferhülle besteht aus Kalkglimmerschiefer und Kalkphylliten, die durch fahlgelbe und bleigraue Farben sowie durch charakteristische Platten bzw. Bretter (Virger Bretterwand) erkennbar sind. Unter der oberen Schieferhülle schließt sich die untere Schieferhülle an, die aus plattig gegliederten Grüngesteinen (Prasiniten) besteht. Durch die günstige Hanglage und die Anfälligkeit für Erosion bildeten sich über der Schieferhülle fruchtbare Böden, die sich für die Almwirtschaft eignen. Der Süden des Gemeindegebietes mit der Lasörlinggruppe gehört zur Zone des Altkristallins. Diese Zone besteht aus Glimmer, Gneisen und Hellglimmerschiefer. Zum Teil kommen hier auch Granate, Glimmerquarzite und kleine Einschaltungen von Kalk und Dolomiten vor. Im Osten des Gemeindegebietes liegen kleine Teile der Matreier Zone, die aus zahlreichen, durchmengten Gesteinen (Phylite, Quarzite, Gips, helle Dolomite und dunkle Kalke, Grauwacken und Grünschiefer) verschiedenen Ursprungs besteht. Die Matreier Zone verläuft in einem schmalen Band von Mitteldorf bis zum Berger Törl.

### Gebirge
Virgen liegt innerhalb der Venedigergruppe zwischen der sogenannten Virger Nordkette im Norden und der Lasörlinggruppe im Süden, deren Hauptkämme die Gemeindegrenzen im Norden und Süden bilden. Dadurch liegen mehrere Berge über dreitausend Meter direkt an der Gemeindegrenze Virgens. Die höchsten Berge der Virger Nordkette auf dem Gemeindegebiet sind der Hohe Eicham (3371 m), der Säulkopf (3209 m) und der Ochsenbug (Kristallkopf) (3007 m). Die wichtigsten Gipfel der Lasörlinggruppe auf Virger Gemeindegebiet sind der Lasörling (3098 m), der Berger Kogel (2656 m) und der Donnerstein (2725 m).

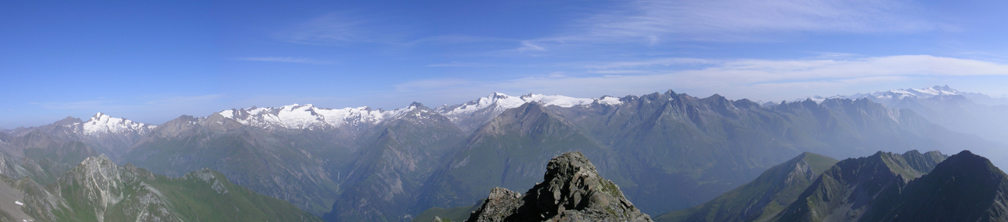
Panorama vom Lasörling über das Virgental auf die Venedigergruppe

### Flüsse und Gewässer

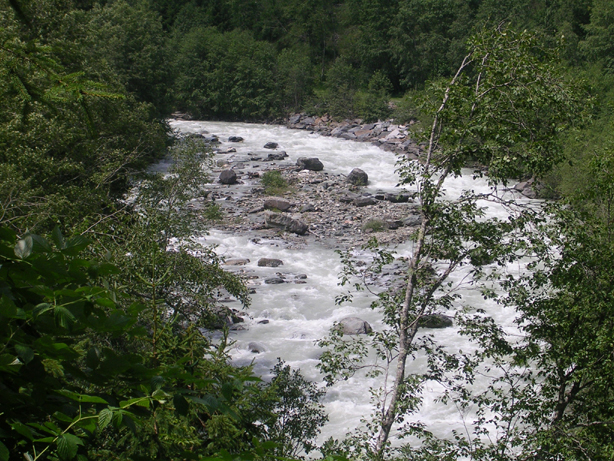
Die Isel bei Mitteldorf

Wichtigster Fluss im Gemeindegebiet von Virgen ist die Isel, die das Gemeindegebiet durch die Iselschlucht im Westen betritt und in Richtung Osten durchfließt. Durch den Virger Schwemmkegel wird die Isel an die rechte Talseite gedrängt, wodurch am rechten Ufer der Isel kaum Siedlungsraum vorhanden ist. In ihrem Verlauf durch die Gemeinde Virgen nimmt die Isel insgesamt zehn Bäche auf. Die linken Nebenflüsse, von der Virger Nordkette gespeist, sind der Nillbach, Virger Bach, Mellitzbach und Mitteldorfer Bach, auf der rechten Uferseite nimmt die Isel von den Hängen der Lasörlinggruppe den Berger Bach, Mullitzbach, Steinkasbach, Fratnikbach, Saumitzbach und Arnitzbach auf. Auch mehrere kleine Bergseen liegen auf dem Gemeindegebiet, wobei der Berger See und der Zupalsee zu den bekanntesten gehören.

### Klima
Virgen ist durch seine Lage zwischen der Virger Nordkette und der Lasörlinggruppe klimatisch begünstigt. Schon der aus dem Slawischen abgeleitete Ortsname Virgen mit der Bedeutung sonniges Plätzchen deutet darauf hin (→Namensgeschichte). Grund für die sonnige Lage Virgens, das als „Meran Osttirols“ vermarktet wird, ist der Verlauf des Virgentals, das der Sonnenbahn folgt. Dadurch verliert Virgen im Dezember nur ein Drittel bzw. im Juni nur ein Siebentel der möglichen Sonnenscheindauer. Im Ötztal beträgt der Verlust vergleichsweise hohe zwei bzw. ein Drittel. Durch die Venedigergruppe im Norden (Virger Nordkette) ist Virgen vor dem kalten Tauernwind geschützt, der etwa das benachbarte Matrei ungeschützt trifft. Da kalte Luft iselabwärts abströmen kann, bilden sich in Virgen kaum Kälteseen. Die größten Niederschlagsmengen fallen in Virgen im Juni und Juli. Durchschnittlich beträgt der Niederschlag in Virgen 900 mm pro Jahr, wobei die Niederschlagsmenge in höheren Lagen stark ansteigt. Virgen ist in Bezug auf die Höhe und die Beständigkeit der Schneedecke (rund 110 Tage) relativ schneearm. Jänner und Februar gehören zu den trockensten Monaten. Die durchschnittliche Jahrestemperatur lag zwischen 2000 und 2002 bei 6,8 °C, wobei der Monat Jänner mit −2,9 °C der kälteste, und der Monat August mit 15,9 °C der wärmste Monat war.

## Geschichte

### Virgen vor der ersten Namensnennung
Einzelfunde aus der Jungsteinzeit belegen die frühe Anwesenheit von Menschen auf dem heutigen Gemeindegebiet. Die in Obermauern und Welzelach entdeckten Feuersteinschaber bezeugen jedoch keine dauerhaften Siedlungen. Ende des 19. Jahrhunderts wurde bei Feldarbeiten im Weiler Berg der Fraktion Welzelach ein Brandgrab mit Grabbeigaben aus Bronze und Eisen entdeckt. Systematische Grabungen unter Alexander Schernthaner förderten 1889 bis 1891 einen Friedhof mit insgesamt 56 Steinkistengräbern zu Tage. Die Funde von Welzelach werden auf das 6. oder 5. Jahrhundert vor Christus datiert, wobei das Bestehen der Siedlung nur auf einen bedeutenden Kupferbergbau zurückzuführen ist. Die Gräber des Friedhofes bestanden aus etwa 30 cm langen, rechteckigen bis quadratischen Vertiefungen, die mit unbehauenen Steinplatten und einer Deckplatte begrenzt waren. In den Brandgräbern fanden die Archäologen zahlreiche Waffen aus Eisen (Lanzenspitzen, Messer, Äxte, Beile), Schmuck aus Bronze (Ringe, Armreife, Fibeln) sowie Tonscherben. Das bedeutendste Fundstück ist die „Situla von Welzelach“, ein Bronzeeimer, in dem die Asche des Toten begraben wurde. Die Überreste des Bronzeeimers sind reich verziert und zeigen unter anderem Jagdszenen, Männer mit Musikinstrumenten sowie Tier- und Pflanzendarstellungen.

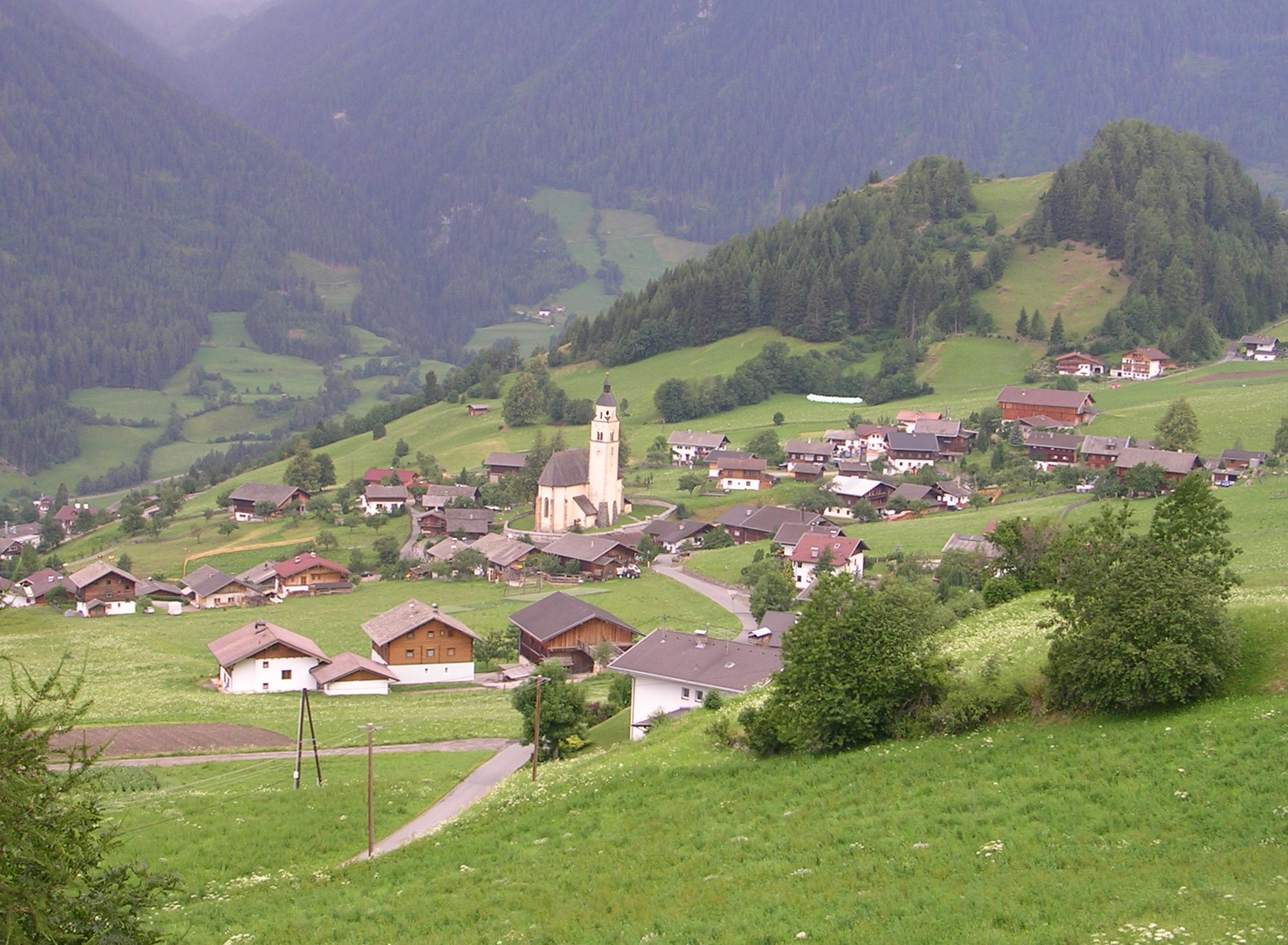
Die Fraktion Obermauern mit der Ausgrabungsstätte Burg im Hintergrund

Auf dem gegenüberliegenden Hügel Burg befand sich ebenfalls eine urgeschichtliche Siedlung. 1970/71 wurde auf dem 1416 m hohen Hügel inmitten des Virgentals durch Grabungen des Universitätsprofessors Andreas Lippert der Bestand einer Siedlung der La-Tène-Zeit um 400 vor Christus nachgewiesen. Die Siedlung war durch einen 1,7 Meter breiten Wall aus Felsblöcken befestigt und beherbergte mehrere Blockbauten mit einer Grundfläche von etwa vier mal fünf Metern. Die Funde von Kupferschlacke und Tierknochen überwiegend junger Tiere (vor allem Ziegen, Schafe und Rinder) belegen, dass die Siedlung vor allem vom Bergbau lebte und die Viehzucht der Fleischproduktion diente. Spuren von Ackerbau fehlen hingegen völlig.
Nachdem das keltisch besiedelte Gebiet friedlich an das Römische Reich gefallen war, behielt das Virgental eine wichtige Rolle durch den lokalen Kupferbergbau. Eine erste Christianisierung erfolgte vom Bischofssitz in Aguntum aus. Nach dem Untergang des Römischen Reiches und der Schlacht bei Aguntum 610 zwischen Baiern und Slawen drangen die Slawen in die Täler Osttirols ein und siedelten sich im Virgental an. Zahlreiche Orts- und Flurnamen zeugen noch heute davon. So sind etwa die Flurnamen auf -ach (Göriach, Welzelach, Haslach) und -itz (Mellitz, Mullitz, Frosnitz) slawischen Ursprungs. Nach dem Verlust der slawischen Vormachtstellung gegenüber den Baiern setzte ab 769 durch die Gründung des Klosters Innichen die erneute Christianisierung ein. 811 legte Karl der Große die Drau als Diözesangrenze fest. Virgen fiel dadurch in die kirchliche Einflusssphäre Salzburgs. Trotz einer schleichenden Germanisierung verschwand die Slawische Sprache erst allmählich.

### Namensgeschichte
Der Name Virgen wurde erstmals 1158–1169 als „Virge“ in einer Traditionsnotiz der Fürstpropstei Berchtesgaden urkundlich erwähnt. Für den Namen gibt es mehrere Deutungsvarianten. Die verbreitetste Ableitung stammt aus dem Slawischen und bedeutet „sonniges Plätzchen“. Grundlage für diese Deutung bilden zahlreiche slawische Flur- und Ortsnamen in der Gemeinde sowie das, trotz der Höhenlage, milde Klima, das Virgen den Beinamen „Meran Osttirols“ einbrachte. Auch die Namen Welzelach (Großdorf) und Göriach (Bergdorf) werden aus dem Slawischen abgeleitet. Andere Forscher leiten den Namen Virgens jedoch vom Salzburger Erzbischof Virgilius (745–784) ab. Da dieser jedoch erst 1233 heiliggesprochen wurde, konnte er zuvor noch nicht zu Altarehren gekommen sein. Deshalb wird der Name teilweise vom Bischof Vigilius von Trient (um 380 n. Chr.) hergeleitet, wodurch die Christianisierung durch das Patriarchat von Aquileja oder über Südtirol (Kloster Säben) abgeleitet werden könnte. Auch das Augustinerchorherrenstift Neustift bei Brixen war schon im 12. Jahrhundert in Virgen begütert.

### Virgen im Hoch- und Spätmittelalter

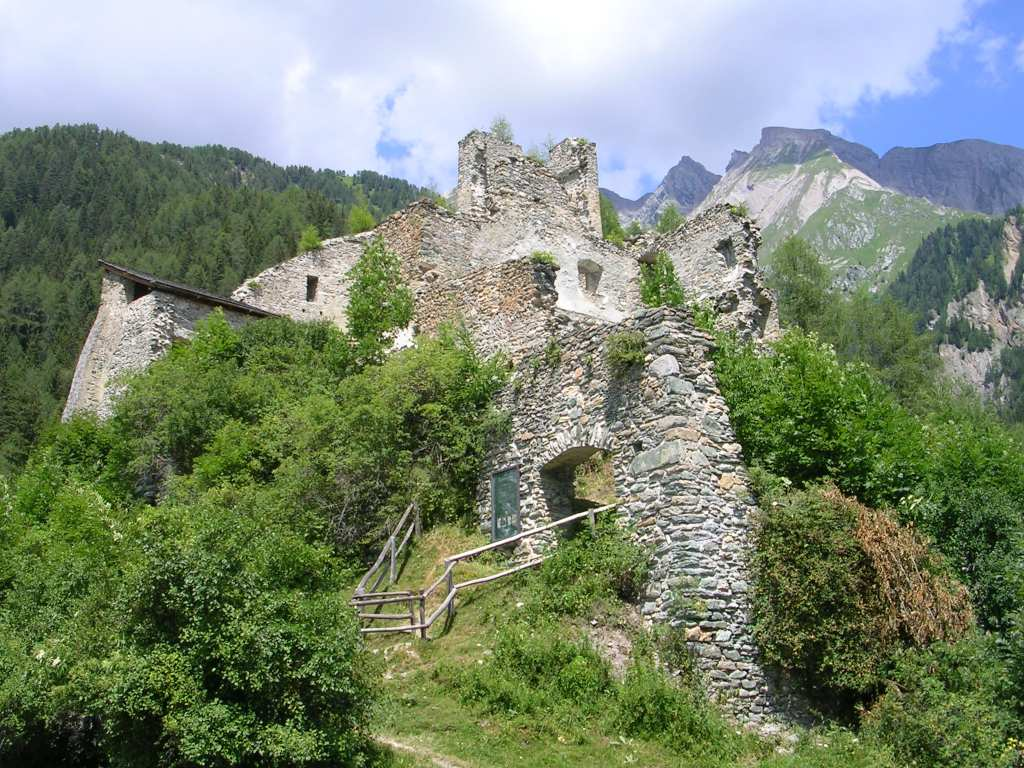
Blick auf die Burgruine Rabenstein

Im 11. Jahrhundert zerfiel das Herzogtum Kärnten in vier Gaue. Der westlichste, Lurngau genannt, umfasste auch das Virgental und unterstand den Grafen von Lurngau (Meinhardiner), die sich ab 1120 als Grafen von Görz bezeichneten. Virgen selbst gilt als eine der ältesten Pfarren Osttirols und dürfte bereits in der Zeit der Karolinger gegründet worden sein. 1165 ist erstmals ein Pfarrer urkundlich erwähnt, zu dessen Pfarrverband bis 1891 zusätzlich Prägraten und Sankt Jakob in Defereggen gehörten. Zur Sicherung ihres Besitzes gründeten die Görzer im 12. Jahrhundert die Burg Virgen, die erstmals 1182 oder 1183 urkundlich erwähnt wurde.
Der Görzer Graf Meinhard I. war durch die Heirat der Tochter des Grafen Albert III. mit Tirol verbündet. Meinhard I., der die Vorherrschaft in Kärnten erobern wollte, scheiterte bei seinem Vorhaben in der Schlacht von Greifenburg, in der er und sein Schwiegervater von Herzog Bernhard von Kärnten und dessen Sohn Philipp von Spanheim, Elekt von Salzburg, besiegt und gefangen genommen wurden. Für ihre Freilassung mussten Meinhard und Albert unter anderem die Burg Virgen an Salzburg abtreten. Der Verlust der Burg wurde 1252 mit dem Friedensvertrag von Lieserhofen bestätigt. Meinhard von Görz erbte 1253 Tirol von seinem Schwiegervater und vereinte es mit seinen Ländereien. Nach Meinhards Tod wurde der Besitz jedoch 1271 wieder zwischen seinen Söhnen aufgeteilt. Die Besitzungen in Friaul, Istrien, Kärnten und im Pustertal fielen an Albert I., der seinen Besitz in Landgerichte gliederte. Das Landgericht des Lurngaus wurde in Lienz eingerichtet, wobei man zur weiteren administrativen Einteilung das Landgericht in die Zugerichte Virgen, Kals und Lienzer Klause einteilte. Wie in der gesamten Herrschaft Lienz galt in Virgen das Freistiftrecht, das dem Lehnsherren umfangreiche Rechte übertrug und die Bauern einem starken Abgabendruck aussetzte.
1308 wurde die Burg wieder an die Görzer verliehen. Wirtschaftlich blieb in Virgen der Bergbau neben der Landwirtschaft eine wichtige Einkommensquelle. Der seit der Antike betriebene Wirtschaftszweig ist jedoch erst ab der späten Görzerzeit belegt. Insbesondere Kupfer und Eisen, in geringem Ausmaß Silber und Gold wurde im Stollenbergbau geschürft. Das ertragreichste Erzvorkommen lag im innersten Mullitztal (Glauret), wo der Bergbau um 1600 seine Blütezeit erreichte. Heute zeugen Reste in diesem Gebiet sowie die 1922 wieder begehbar gemachte „Silbergrube“ bei Mitteldorf vom Bergbau in Virgen. In die späte Görzerzeit fällt auch die Errichtung der gotischen Kirche von Obermauern.

### Virgen in der Frühen Neuzeit

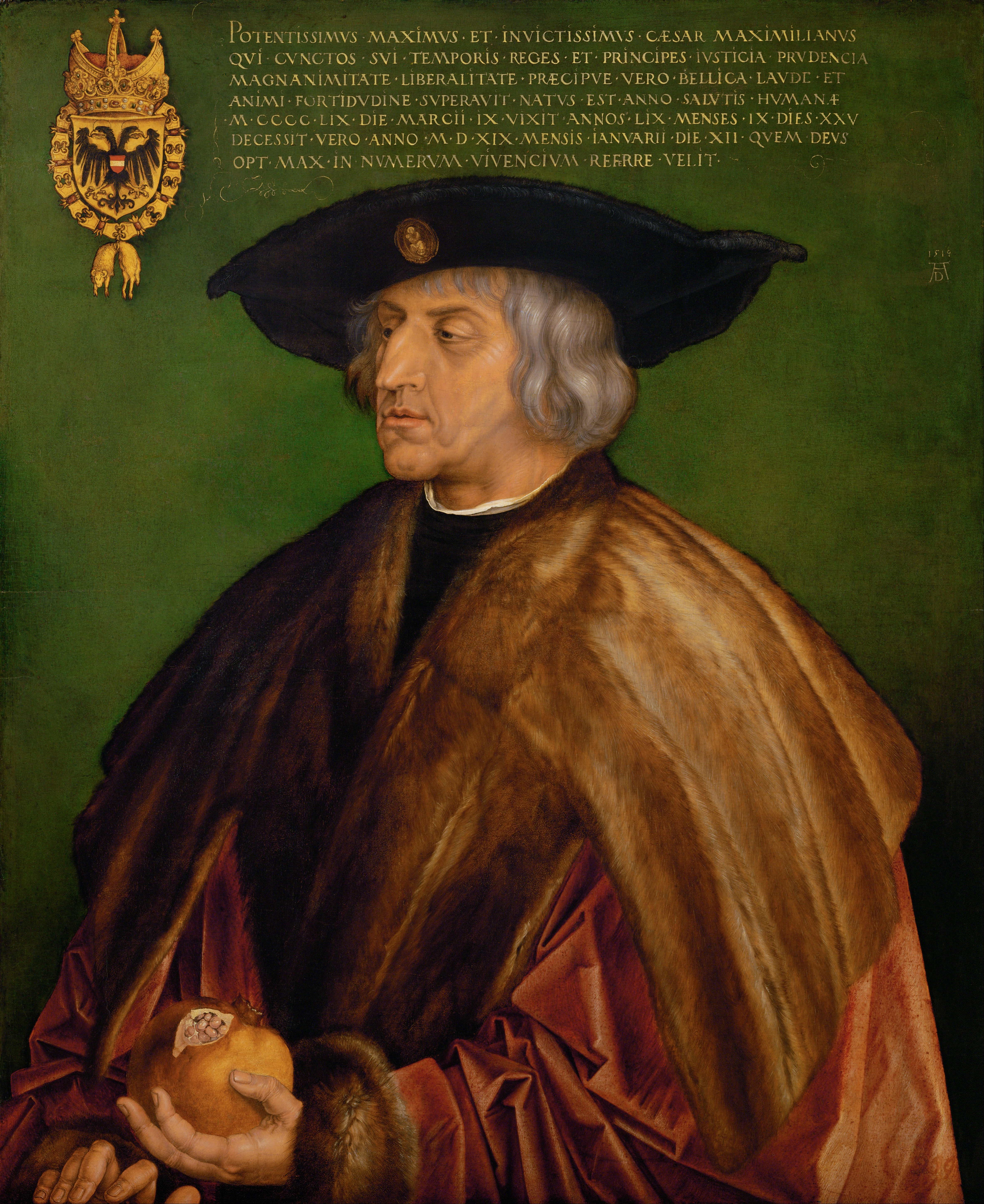
Maximilian I. vereinigte Virgen mit dem Land Tirol

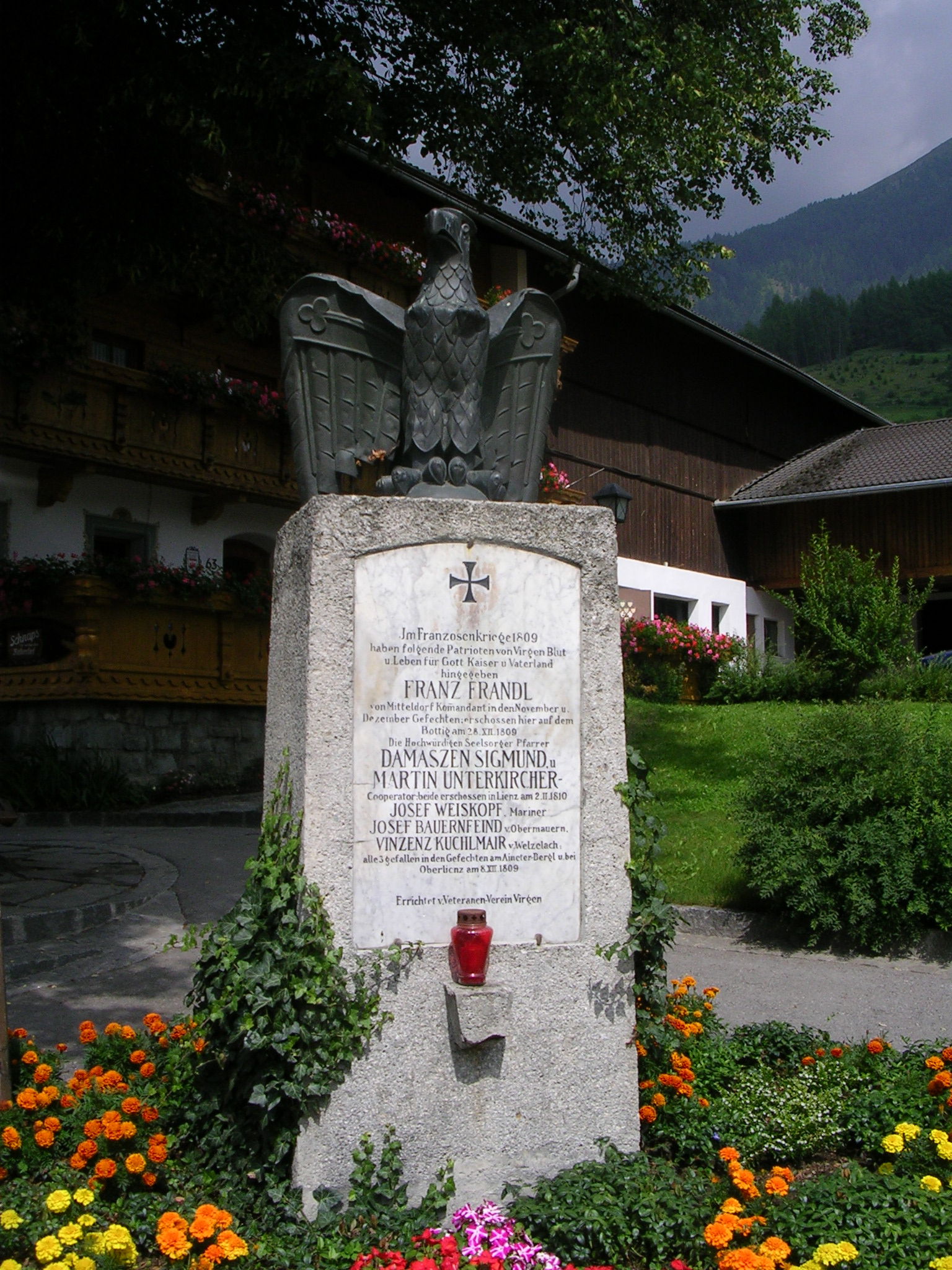
Denkmal für die Opfer der Koalitionskriege 1809/10

Bereits 1462 hatte Graf Leonhard von Görz mit dem Landesfürsten von Tirol und Vorderösterreich, Erzherzog Siegmund, einen Erbvertrag geschlossen. Nach dem Tod des kinderlosen Görzers fielen 1500 zahlreiche Gerichte im Pustertal und angrenzende Gebiete, zu denen auch das Landgericht Lienz mit Virgen gehörte, an Siegmunds Nachfolger Maximilian I. Dieser gliederte das Landgericht Virgen im Februar 1501 an die Grafschaft Tirol. Aus Geldmangel verkaufte Maximilian am 10. August 1501 die Stadt Lienz sowie das Landgericht und die zugeordneten Ämter an Freiherr Michael von Wolkenstein-Rodenegg. Er selbst behielt sich nur die Landeshoheit vor. Durch den Verkauf des Gebietes scheiterte unter anderem die geplante Umwandlung der Freistiftgüter in die Erbleihe. Für die Bauern Virgens bedeutete dies eine Fortführung der starken Belastungen. 1564 und 1635 brachen Pestepidemien im Virgental aus. Dem vielfachen Tod folgte ein starkes Bevölkerungswachstum, wodurch die Höfe durch die Erbteilungen nicht mehr überlebensfähig waren. In der Folge wurde daher Wald gerodet und die Almflächen stark ausgedehnt. Andere Virger versuchten ihr Glück als Handwerker und wanderten ins benachbarte Pinzgau und Zillertal aus. Nach dem Konkurs der Grafen Wolkenstein kaufte 1653 das Haller Damenstift die ehemaligen Görzer Besitzungen um 142.000 Gulden. Die Hoffnung der Bauern auf eine Entlastung durch die religiösen Damen wurde jedoch enttäuscht, auch bei Missernten musste die hohen Abgaben geleistet werden. 1704 verweigerten die Bauern alle Abgaben, vertrieben den Pfleger und besetzten das Pflegerhaus. Als jedoch die Regierung mit einer Militärexekution drohte, fügte sich die Bevölkerung wieder. Durch die Aufhebung des Damenstiftes 1783 durch Kaiser Joseph II. kam es zu einer teilweisen Entlastung. Große Teile der Schulden wurden erlassen, die jährlichen Abgaben verringert.

### Virgen im 19. Jahrhundert
Nach der Niederlage der österreichischen Truppen in der Schlacht von Austerlitz musste Österreich Tirol an Bayern abtreten. Nach dem Sieg Napoleons über Österreich im Herbst 1809 fiel Salzburg mit dem benachbarten Matrei an Bayern. Auch durch den verstärkten Druck aus Tirol und Salzburg organisierten die Matreier Schützenführer Anton Wallner und Johann Panzl den Widerstand im Iseltal. Die Virger Schützen wurden vom Schlossermeister Franz Frandl aus Mitteldorf angeführt. Nachdem Andreas Hofer den Franzosen am 2. November am Bergisel eine Niederlage zugefügt hatte, begannen französische Truppen mit der Besetzung des Iseltals. Auf Grund der Bedrohung durch die rund 900 Iseltaler Schützen schlossen die Franzosen am 9. November in Unterpeischlach einen kurzen Waffenstillstand. Nach einem Sieg der Tiroler Schützen am 8. Dezember bei Ainet brach jedoch der Widerstand der Osttiroler zusammen. Der französische Divisionsgeneral Broussier ließ die Schützenführer und die am Aufstand beteiligten Geistlichen gefangen nehmen. Der Virger Schützenführer wurde am 28. Dezember 1809 hingerichtet. Der Virger Kooperator Martin Unterkircher und sein Pfarrer Damaszen Siegmund wurde am 2. Februar 1810 in Lienz erschossen. Die Häuser der Anführer wurden abgerissen, die Bevölkerung litt zusätzlich unter der Versorgungspflicht für die französischen Soldaten. Virgen wurde in der Folge den neugeschaffenen drei illyrischen Provinzen zugeschlagen, jedoch bereits 1813 von der Besatzung der Franzosen befreit.
Das dringendste Problem der Virger blieb in der Folge die Abgabenbelastung durch das Freistiftrecht. Dem Brunecker Kreishauptmann Theodor von Kern gelang es 1835, die Hälfte aller Abgaben zu streichen und die Revolution von 1848 führte zur endgültigen Bauernbefreiung und Grundentlastung. Die gesetzlich vorgesehene Entschädigung der Grundherren war für die teilweise hoch verschuldete Bevölkerung jedoch nur eingeschränkt möglich. Im Gegensatz zu den Nachbargemeinden Prägraten und Matrei profitierte Virgen kaum vom Tourismus, da ein direkter Zugang zum Großvenediger fehlt. Die mangelnden Einkommensmöglichkeiten führten in der zweiten Hälfte des 19. Jahrhunderts zu zahlreichen Auswanderungen in die Vereinigten Staaten.

### Virgen zwischen 1914 und 1945
Nach Beginn des Ersten Weltkriegs dienten die wehrpflichtigen Virger insbesondere in den Kaiserjägerregimentern, wobei 42 Männer als Soldaten den Tod fanden. Wirtschaftlich traf die bäuerliche Bevölkerung der Zusammenbruch Österreich-Ungarns auf Grund der möglichen Selbstversorgung weniger hart als die städtische Bevölkerung. Einen Anschluss an das öffentliche Straßennetz über die Gemeinde Matrei erhielt Virgen erst 1928. Nachdem 1924 das Land Tirol und der Bund 60 % der Finanzierung zugesagt hatten, verhinderte der Streit um die Trassenführung bis 1926 den Beginn des Baues. 1928 konnte die nur drei Meter breite Straße eröffnet werden, eine private Gesellschaft übernahm den Omnibusverkehr. Erst 19 wurde Prägraten durch die vermehrte Errichtung von Tunnelbauten an Virgen angebunden. Nach einem kurzen Wirtschaftsaufschwung wirkte sich die Weltwirtschaftskrise auch in Virgen aus. Die Viehpreise sanken auf einen Tiefstpunkt und zahlreiche Bauern gerieten in den Konkurs. Die 1933 verhängte Tausendmarksperre beschädigte den bescheidenen Tourismus hingegen kaum, da der geringe Anteil an Reichsdeutschen von Urlaubern aus Österreich oder der Tschechoslowakei ausgeglichen werden konnte. Politisch stand der Großteil der Bevölkerung auf Grund der bäuerlichen Struktur dem konservativen, christlich-sozialen Lager nahe. Viele Kriegsheimkehrer waren bei den Schützen und in der Heimwehr organisiert. Eine Heimwehrgruppe aus Virgen beteiligte sich auch an der Niederwerfung des Nazi-Aufstandes in Kärnten. Den Nationalsozialisten gelang es durch organisierte Werbung und heimliche Versammlungen in der Gemeinde Virgen ihre Anhängerschaft zu stärken. Insbesondere in Mitteldorf fanden sich illegale Mitglieder. Brandstiftungen in den Jahren 1933 und 1934 in Mitteldorf dürften mit diesen Geschehnissen in Zusammenhang gestanden sein. Nach dem „Anschluss“ Österreichs an das Deutsche Reich erfolgte auch in Virgen die lückenlose Gleichschaltung und die Einbindung der Bevölkerung in die nationalsozialistischen Teilorganisationen. Von der Einberufung in den Kriegsdienst kehrten mehr als 60 Virger nicht mehr zurück. Virgen selbst blieb von direkten Kriegsereignissen verschont. Obwohl hunderte Bomber im letzten Kriegsjahr fast täglich das Tal überflogen, kam es zu keinen Notabwürfen über der Gemeinde. Nach dem Ende des Krieges quartierten sich 20 britische Soldaten zur Sicherung des Grenzsperrgebietes in Virgen ein, zogen jedoch bereits nach zwölf Wochen wieder nach Lienz ab.

### Virgen ab 1945

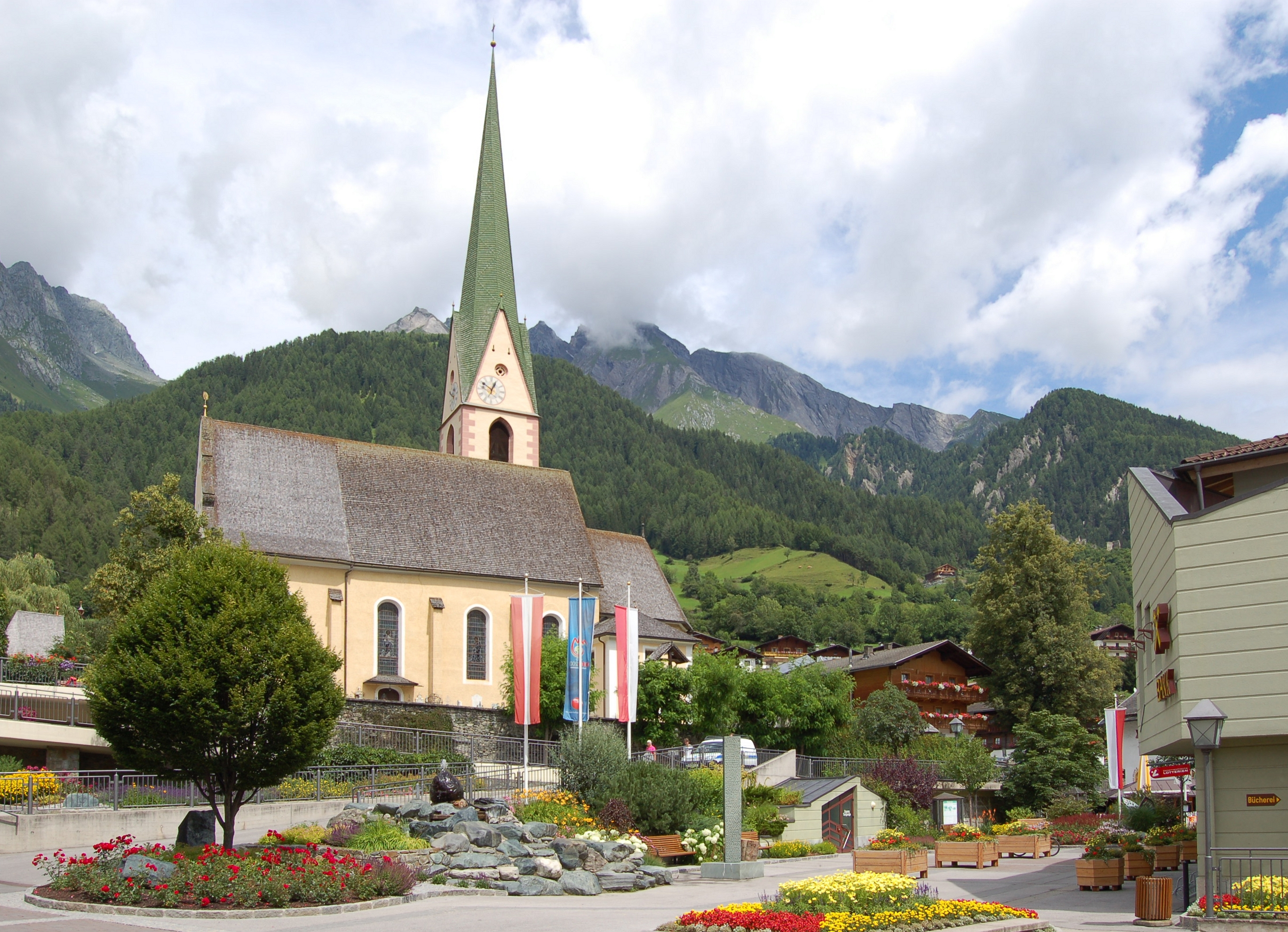
Blick über den neugestalteten Dorfplatz auf die Pfarrkirche Virgen

Kurz nach dem Ende des Zweiten Weltkriegs verwüstete der Nillbach durch einen Murenabgang sein Umland und zerstörte alle Brücken und Mühlen bis Niedermauern und Gries. Auch einige andere Gebäude wurden vernichtet, eine Frau und drei Kinder starben. 1965 kam es durch Muren zu ähnlichen Verwüstungen, die ab den späten 1940er Jahren einsetzende Wildbachverbauung führte jedoch zu einem zunehmenden Schutz der Bevölkerung. Wirtschaftlich führten vor allem die steigenden Tourismuszahlen zu einem Aufschwung. Waren es 1953 noch 13.880 Nächtigungen pro Jahr, so stieg dieser Wert bis 1973 auf rund 160.000 an. Unterstützt wurde der Trend vom rasanten Wirtschaftswachstum in Österreich und der Eröffnung der Felbertauernstraße 1967, die Osttirol zum Bundesland Salzburg hin öffnete und die Region leichter erreichbar machte. Seit den 1970er Jahren sanken jedoch die Nächtigungszahlen kontinuierlich ab, gleichzeitig gaben viele Bauern die Landwirtschaft auf oder stellten ihre Betriebe auf den Nebenerwerb um. Diese Grundlagen und die geringe Zahl an Arbeitsplätzen in der Gemeinde führen zu einer sehr hohen Pendlerrate. Die Gemeinde selbst investierte seit den 1950er Jahren große Summen in die Infrastruktur. Nach dem 1954 errichteten Volksschulgebäude folgte 1969 die Hauptschule und 1974 der neuerliche Neubau der Volksschule. Zudem investierte die Gemeinde in den Ausbau der Freizeitmöglichkeiten, wobei 1969 ein Schwimmbad, 1975 der Fußballplatz, 1980 und 1998 Tennisplätze eröffnet wurden. Als letzte große Investition wurde zwischen 1994 und 1997 der Dorfkern Virgens erneuert. Neben einem Mehrzweckbau und einem neuen Feuerwehrhaus wurde der Dorfplatz neu gestaltet. Trotz der strukturellen Probleme der Gemeinde verzeichnet Virgen ein laufendes Bevölkerungswachstum. Der dadurch entstehenden Zersiedelung wurde durch den Bau von drei Wohnhausanlagen (1987, 1994 und 1996) versucht entgegenzuwirken.

## Bevölkerung
EinwohnerJahr100012001400160018002000220024001860189019201950198020102040EinwohnerEinwohnerentwicklung von Virgen

### Bevölkerungsstruktur
In der Gemeinde Virgen lebten 2005 2.131 Menschen. Laut der Volkszählung 2001 waren 97,7 % der Bevölkerung im Besitz der österreichischen Staatsbürgerschaft. Zur römisch-katholischen Kirche bekannten sich 98,3 % der Einwohner, nur 0,4 % waren ohne religiöses Bekenntnis. Die Altersstruktur von Virgen war 2001 gegenüber dem Durchschnitt des Landes Tirols deutlich jünger. So waren 2001 23,4 % der Einwohner Virgens jünger als 15 Jahre (Gesamttirol: 18,4 %) und 61,1 % zwischen 15 und 59 Jahre alt (Gesamttirol: 63,0 %). Der Anteil der Einwohner mit mehr als 59 Jahren lag mit 15,3 % unter dem Landesschnitt von 18,6 %.

### Bevölkerungsentwicklung
In der zweiten Hälfte des 19. Jahrhunderts wanderten zahlreiche junge Männer, die weder Hof noch Werkstatt besaßen, insbesondere nach Amerika aus. Fast von jedem Hof gingen Männer, aber auch Frauen nach Übersee. Die Auswanderer übernahmen verschiedene Arbeiten in den Städten oder siedelten sich verstärkt in North- und South Dakota an, wo sie Grund für die Errichtung von Farmen erhalten hatten. Der Bevölkerungsschwund blieb bis in die 1920er Jahre bestehen, erst danach kam es wieder zu leichten Zuwächsen. Seit dem Ende des Zweiten Weltkriegs ist die Bevölkerung permanent gewachsen und hat sich seit 1951 um rund zwei Drittel erhöht.

## Kultur und Sehenswürdigkeiten

### Sehenswürdigkeiten

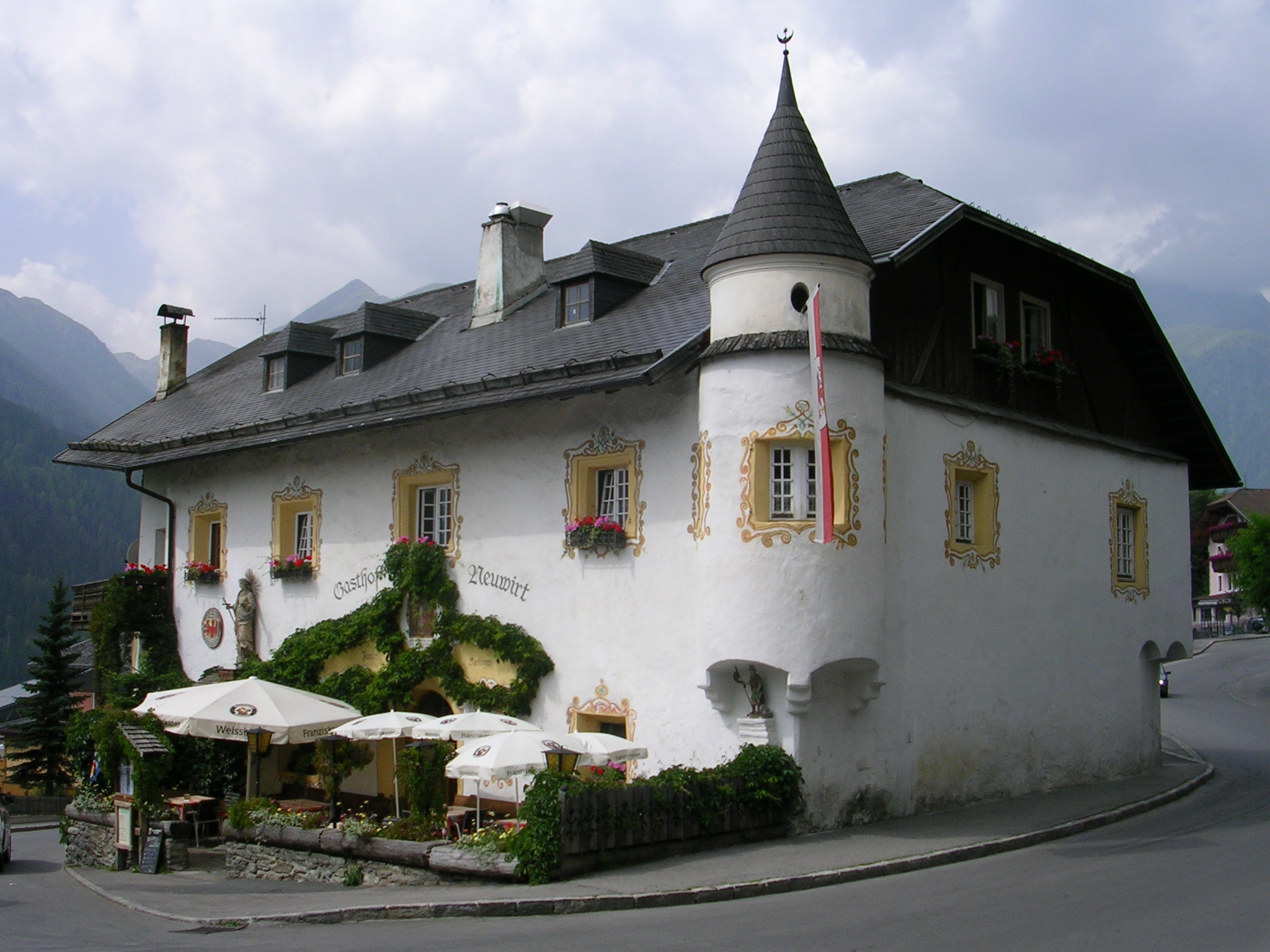
Gasthof Neuwirt

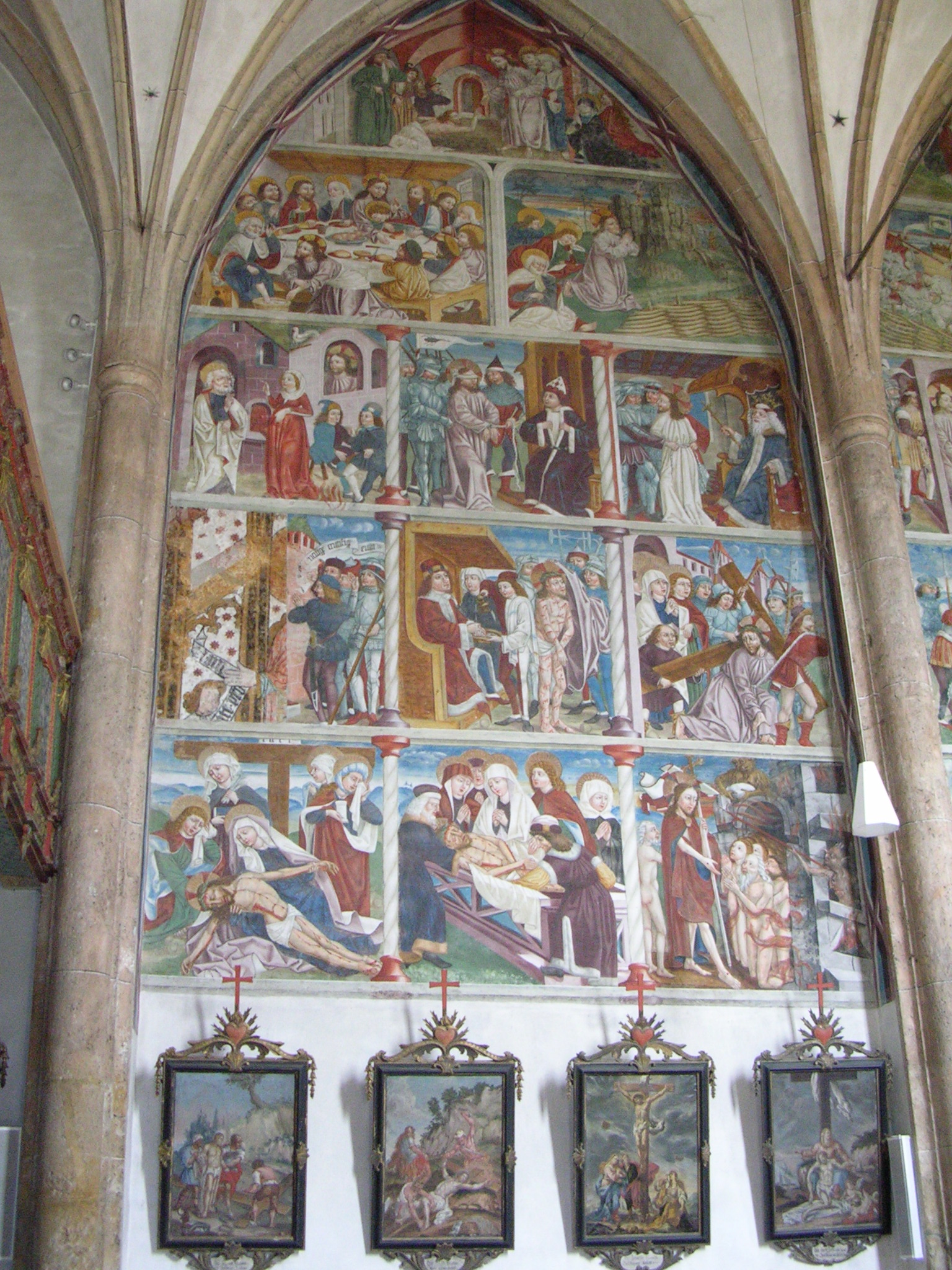
Fresko in der Wallfahrtskirche Obermauern

- Katholische Pfarrkirche Virgen zu den hll. Virgilius von Salzburg und Vigilius von Trient
- Katholische Wallfahrtskirche Obermauern Unsere Liebe Frau Maria Schnee

Der Dorfkern des Hauptortes der Gemeinde, Virgen-Dorf ist gut erhalten. Das Zentrum bildet die spätgotische Pfarrkirche mit dem umliegenden Pfarrfriedhof und dem Denkmal für die Opfer der Franzosenkriege. In nächster Nähe zur Kirche befindet sich das uralte „Gasthaus Neuwirth“ mit Erkerturm und Walmdach sowie das Kloster der Tertiarschwestern. Das Kloster verfügt über eine eigene Hauskapelle mit einem kleinen Glockenturm. Sehenswert ist auch das Dorf Obermauern mit der Wallfahrtskirche und den umliegenden, alten Bauernhäusern. Ursprünglich waren die Wohnhäuser der Bauern vollständig aus Holz gezimmert, nur wohlhabende Bauern konnten sich ein gemauertes Erdgeschoß leisten. Die dominierende Hofform in Virgen ist der Paarhof (getrenntes Wohn- und Futterhaus), nur in günstigen Lagen findet man auch Einhöfe.
Zu den wichtigsten Sehenswürdigkeiten in der Gemeinde Virgen zählen die zahlreichen Kirchen und Kapellen, die sich in allen Fraktionen, aber auch in einigen Weilern und einzelnen Gehöften befinden. Über das Gemeindegebiet hinaus bekannt ist die spätgotische Wallfahrtskirche zu Unserer Lieben Frau Maria-Schnee in Obermauern. Die Filialkirche der Pfarrkirche Virgen wurde um 1456 errichtet, beinhaltet jedoch auch frühgotische und möglicherweise noch ältere Bauteile einer Vorgängerkirche. Bekannt ist die Wallfahrtskirche vor allem wegen ihres reichen, gotischen Freskenschmucks mit dem Passionszyklus von Jesus von Nazaret. Weitere Fresken zeigen die Kindheitsgeschichte von Jesus, Szenen aus dem Leben seiner Mutter Maria und das Martyrium des heiligen Sebastians. Die Virger Pfarrkirche wurde ebenfalls in der Spätgotik errichtet, geht jedoch auf einen Bau aus der Romanik zurück, wie ein in den 1930er Jahren bei Restaurierungsmaßnahmen freigelegter Rundbogen belegt. Die dritte Kirche in der Gemeinde liegt in der Fraktion Mitteldorf. Der kleine Bau mit Satteldach wurde um 1650 errichtet und gehörte bis 1782 zur Pfarre Matrei. Der älteste Sakralbau der Gemeinde und des gesamten Iseltales ist die Allerheiligenkapelle im Weiler Marin. Der Überlieferung nach wurden an ihrem Standort bereits während des Einbruchs der Slawen Gottesdienste gefeiert. Der Kapellenbau dürfte aus romanischer Zeit stammen und ist über einen steilen Kreuzweg erreichbar.
Die Burg Rabenstein in der Fraktion Mellitz wurde im 12. Jahrhundert gegründet und war bis zu Beginn des 18. Jahrhunderts Sitz des Gerichtes und des Pflegers von Virgen. Ursprünglich im Besitz der Görzer, gelangte die Anlage im 13. Jahrhundert an das Erzbistum Salzburg, die die Burg bis ins 18. Jahrhundert als Lehen vergab. Nachdem der Pfleger 1703 aus der Burg ausgezogen war, setzte sich der sukzessive Verfall der Anlage fort. Erst in den 1960er Jahren wurden Maßnahmen zur Erhaltung der Ruine gesetzt. Besonderheit der Ruine ist das sogenannte Pfaffenstöckl, deren reich verzierte Fresken teilweise erhalten blieben.

### Brauchtum

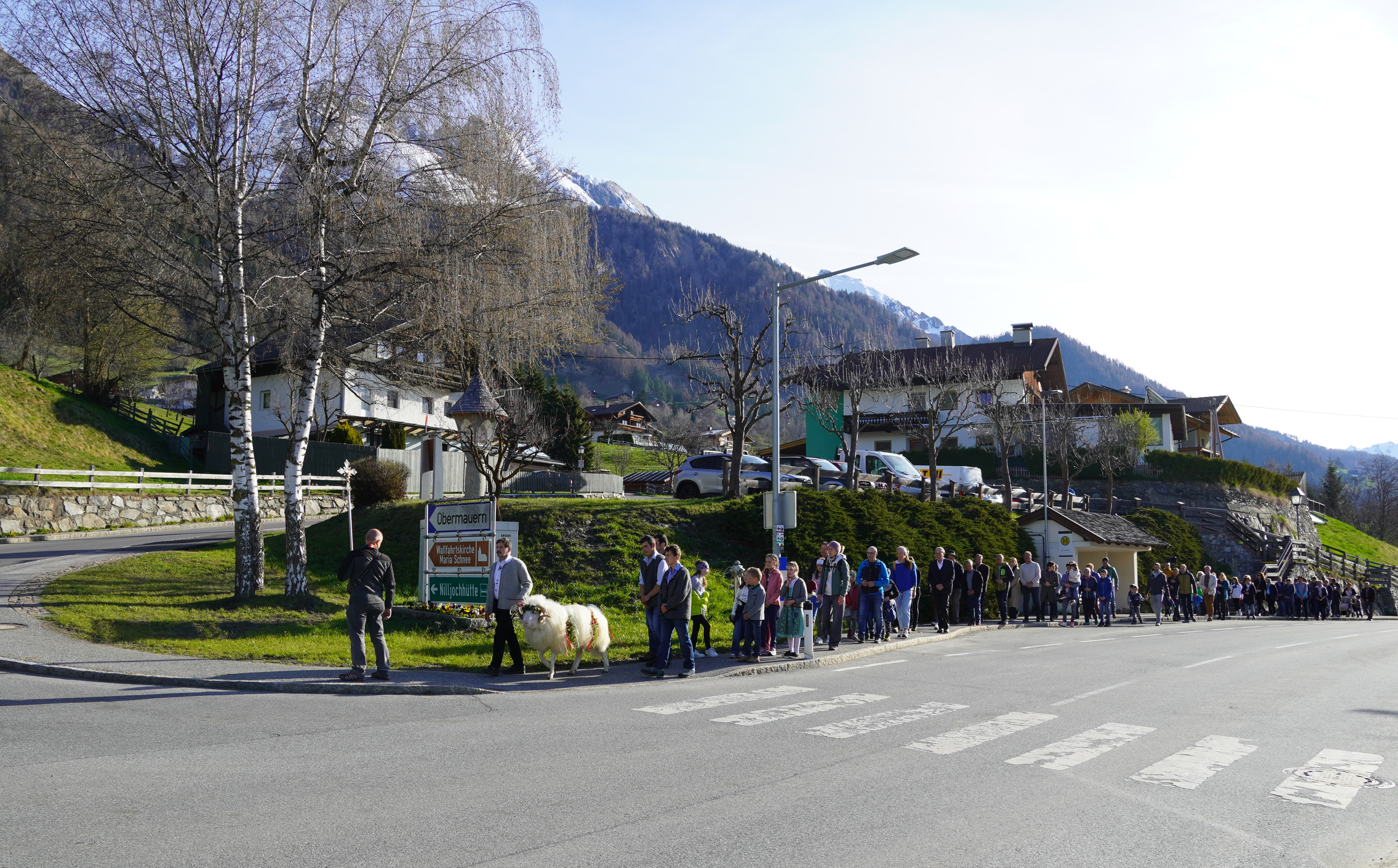
Widderprozession nach Obermauern

Der Virger Widderzug findet jährlich am ersten Samstag nach Ostern statt. Sein Ursprung wird auf die Zeit des Dreißigjährigen Krieges zurückgeführt, als die Pest im Virgental ausgebrochen war. Aus Dankbarkeit für das Ende der Epidemie versprach die Bevölkerung eine Wallfahrt mit einem weißen Widder nach Lavant durchzuführen. Möglicherweise stammt der Brauch aber aus dem 14. Jahrhundert und wurde im 17. Jahrhundert erneuert. Da es bei den Wallfahrten nach Lavant zu „unheiligen Übertretungen“ kam, schaffte ein Pfarrer die Wallfahrt nach Lavant ab, seitdem führt die Prozession nach Obermauern. Der Widder wird jedes Jahr von einem Ortsteil von Virgen oder Prägraten gestellt, wobei das Tier das Hochamt in der Nähe des Altares verbringt. Anschließend wird der Widder versteigert, der Erlös kommt der Wallfahrtskirche zugute.
Ein weiterer Brauch ist das Klaubaufgehen. Hierbei zieht der Heilige Nikolaus mit seinen Engeln von Haus zu Haus und verteilt Nüsse, Kekse und Süßigkeiten. Er wird von Lotter und von der Litterin, einem bettelnden Paar sowie von Musikanten begleitet. Die „Kleibeife“, finstere, zottelige Gestalten mit Masken und Glocken begleiten den Zug.

### Vereinswesen
In Virgen sind 33 Vereine (2019) gemeldet. Der älteste Verein Virgens ist der Schützenverein, der 1796 als Veteranenverein gegründet wurde. Die Musikkapelle Virgens wurde um 1820 gegründet und tritt im Sommer im Virger Pavillon auf. Des Weiteren sind die Freiwillige Feuerwehr, die Schützengilde, der Heimatkundeverein und die Bergwacht erwähnenswert.
Die Theatergruppe Rabenstein geht auf Theatergruppen zurück, deren Passionsspiele („Virgener Rosenkranzspiel“) erstmals 1675 urkundlich belegt sind. Die bis ins 18. Jahrhundert aufgeführten Stücke, wurden in den 1930er Jahren in einer Neufassung der Heimatdichterin Fanny Wibmer-Pedit wiederbelebt. 1980 gründete sich der Tradition folgend die Theatergruppe Rabenstein, die jährlich ein Stück zur Aufführung bringt.

### Sport
Die Gemeinde verfügt über eine 1999 errichtete Freizeitanlage mit Schwimmbad und Plätzen für Fußball, Tennis, Beachball, Skateboards und Rollerblades. Der Sport in der Gemeinde Virgen wird von der Sportunion Virgen getragen. Der 1956 gegründete Verein betreibt neben den fünf Sommersportarten Fußball, Paragleiten, Tennis, Laufen und Rollenrodeln die fünf Wintersportarten Schi Alpin, Langlaufen, Biathlon, Triathlon (Tourenlauf, Rodeln, Langlauf) und Rodeln.
Der örtliche Fußballverein SPG Virgental spielt derzeit in der österreichischen Liga (1. Klasse A). Im Jahr 2019 wurde eine Spielgemeinschaft mit dem Nachbarort Prägraten errichtet die SG Virgental.
Neben der Sportunion existiert mit dem EC Virgen (die Wölfe) ein Eishockeyverein, der zwei Seniorenmannschaften aufweisen kann. Wobei der EC Virgen 1 in der AHC Division 2 West spielt und EC Virgen 2 in der Kärntner Unterliga West. Der Eishockey Nachwuchs wird zusammen mit Huben und Prägraten gebildet.

## Wirtschaft und Infrastruktur

### Arbeitsstätten und Beschäftigte
Die im Rahmen der Volkszählung durchgeführte Arbeitsstättenzählung ergab 2001 in Virgen 66 Arbeitsstätten mit 211 Beschäftigten (ohne Landwirtschaft), wobei 77 % unselbständig Beschäftigte waren. Gegenüber dem Jahr 1991 war die Anzahl der Arbeitsstätten um 14 Einheiten (plus 26,9 %) gestiegen. Die Beschäftigungszahlen hatten sich zwischen 1991 und 2001 mit 9,9 % in wesentlich geringerem Umfang erhöht. Wichtigster Wirtschaftszweig in der Gemeinde ist das Beherbergungs- und Gaststättenwesen, das 2001 rund 40 % der Betriebe sowie 22 % der Beschäftigten in der Gemeinde umfasste. Gemessen am Anteil der Beschäftigten folgt danach das Unterrichtswesen (Hauptschule, Volksschule, Kindergarten), das Bauwesen und die Sachgütererzeugung. Die Betriebsgrößen in Handel und Gewerbe in der Gemeinde Virgen sind jedoch sehr klein. 2001 gab es keinen einzigen Betrieb mit 20 oder mehr Beschäftigten. Durch das starke Übergewicht des Sommertourismus gegenüber dem Wintertourismus und den zahlreichen Beschäftigten in der Bauwirtschaft ist die Winterarbeitslosigkeit in der Gemeinde Virgen deutlich erhöht. Aus den geringen Beschäftigungsmöglichkeiten ergibt sich zudem eine hohe Pendlerrate. Bei 53 Einpendlern waren 2001 684 Einwohner von Virgen außerhalb ihrer Heimatgemeinde beschäftigt. Rund 56 % der Auspendler fanden dabei Arbeit im Bezirk Lienz, vorrangig in der Nachbargemeinde Matrei und in der Bezirkshauptstadt Lienz. Weitere 24 % pendelten nach Nordtirol oder Salzburg, rund 11 % sogar ins Ausland, insbesondere Bayern, aus.

### Landwirtschaft
| Viehbestand zwischen 1952 und 2006 | Viehbestand zwischen 1952 und 2006 | Viehbestand zwischen 1952 und 2006 | Viehbestand zwischen 1952 und 2006 | Viehbestand zwischen 1952 und 2006 | Viehbestand zwischen 1952 und 2006 |
| Viehbestand                        | 1952                               | 1983                               | 2000                               | 2006                               | 2010                               |
| ---------------------------------- | ---------------------------------- | ---------------------------------- | ---------------------------------- | ---------------------------------- | ---------------------------------- |
| Tierbesitzer                       | 196                                | 120                                | 103                                |                                    |                                    |
| Pferde                             | 105                                | 13                                 | 14                                 | 21                                 | 22                                 |
| Rinder                             | 1.332                              | 1.322                              | 1.346                              | 1.465                              | 1.615                              |
| Schweine                           | 500                                | 275                                | 97                                 | 124                                | 102                                |
| Schafe                             | 512                                | 562                                | 612                                | 549                                | 814                                |
| Ziegen                             | 285                                | 38                                 | 91                                 | 170                                | 356                                |

In Virgen bestanden 1999 145 land- und forstwirtschaftliche Betriebe, die insgesamt 9.349 ha bewirtschafteten. Dabei wurden 39 Betriebe im Haupterwerb und 87 Betriebe im Nebenerwerb geführt. 18 Betriebe waren im Eigentum von juristischen Personen. Gegenüber 1995 hat sich der Rückgang der landwirtschaftlichen Betriebe insbesondere im Bereich der Nebenerwerbslandwirte fortgesetzt, während sich die Zahl der Betriebe im Haupterwerb um einen erhöhten. Insgesamt reduzierte sich die Zahl der landwirtschaftlichen Betriebe zwischen 1995 und 1999 um 15 %, während die bewirtschaftete Fläche beinahe unverändert blieb. Bis zum Jahr 2006 ging die Zahl der Betriebe erneut leicht zurück. Die aufgegebenen Betriebe wurden jedoch vor allem auf Grund der geringen Größe oder gesundheitlicher Umstände geschlossen. Virgen gehört heute zu den landwirtschaftlich aktivsten Gemeinden im Bezirk Lienz, aber auch Tirols. Da die Pachtpreise im Heimgutbereich (Areal um einen Hof) zu den höchsten im Bezirk gehören, ist derzeit kein stärkerer Rückgang bei den Betriebszahlen zu erwarten.
Wichtigste Einnahmequelle der Virger Bauern ist die Rinderzucht, wobei im Sommer 74 Almen der Viehhaltung dienen. Neben der Rinderzucht spielt die Schafzucht eine wichtige Rolle, in den letzten Jahren machte sich zudem ein verstärkter Trend zur Ziegenhaltung bemerkbar. Hierzu trug auch der 1993 eröffnete Bauernladen bei, der sich im Zentrum der Fraktion Virgen-Dorf befindet.

### Tourismus
Da Virgen keinen direkten Zugang zum Großvenediger besitzt, entwickelte sich der Tourismus in Virgen später als in den Nachbargemeinden Matrei und Prägraten, wo der Alpinismus bereits im 19. Jahrhundert eine breitere Basis erreichte. Die Anfänge des Tourismus in Virgen reichen in die 1920er Jahre zurück, wobei Virgen anfangs vor allem ein Urlaubsziel der städtischen Bevölkerung (Sommerfrische) war. Für die Alpinisten wurde Virgen erst ab dem Bau der Bonn-Matreier Hütte 1932/33 und des Großvenediger-Höhenwegs interessant. 1932 wurde der Verkehrsverein Virgen, der erste Tourismusverband, gegründet. Lag die Zahl der Nächtigungen im Sommer 1934 noch bei 6.500, so steigerte sich diese Zahl im nächsten Jahr auf 11.500 Nächtigungen. Während des Zweiten Weltkriegs fanden in Virgen hingegen Flüchtlinge aus den zerbombten Städten Zuflucht. Nach dem Zweiten Weltkrieg lag die Zahl der Nächtigungen 1953 bei 13.830. Bis in die 1970er Jahre wuchs der Tourismus stark an, sodass 1973 159.814 Nächtigungen gezählt werden konnten. Begünstigt wurde der Tourismus vor allem durch das Wirtschaftswunder und den Bau der Felbertauernstraße, die Osttirol leichter erreichbar machte.

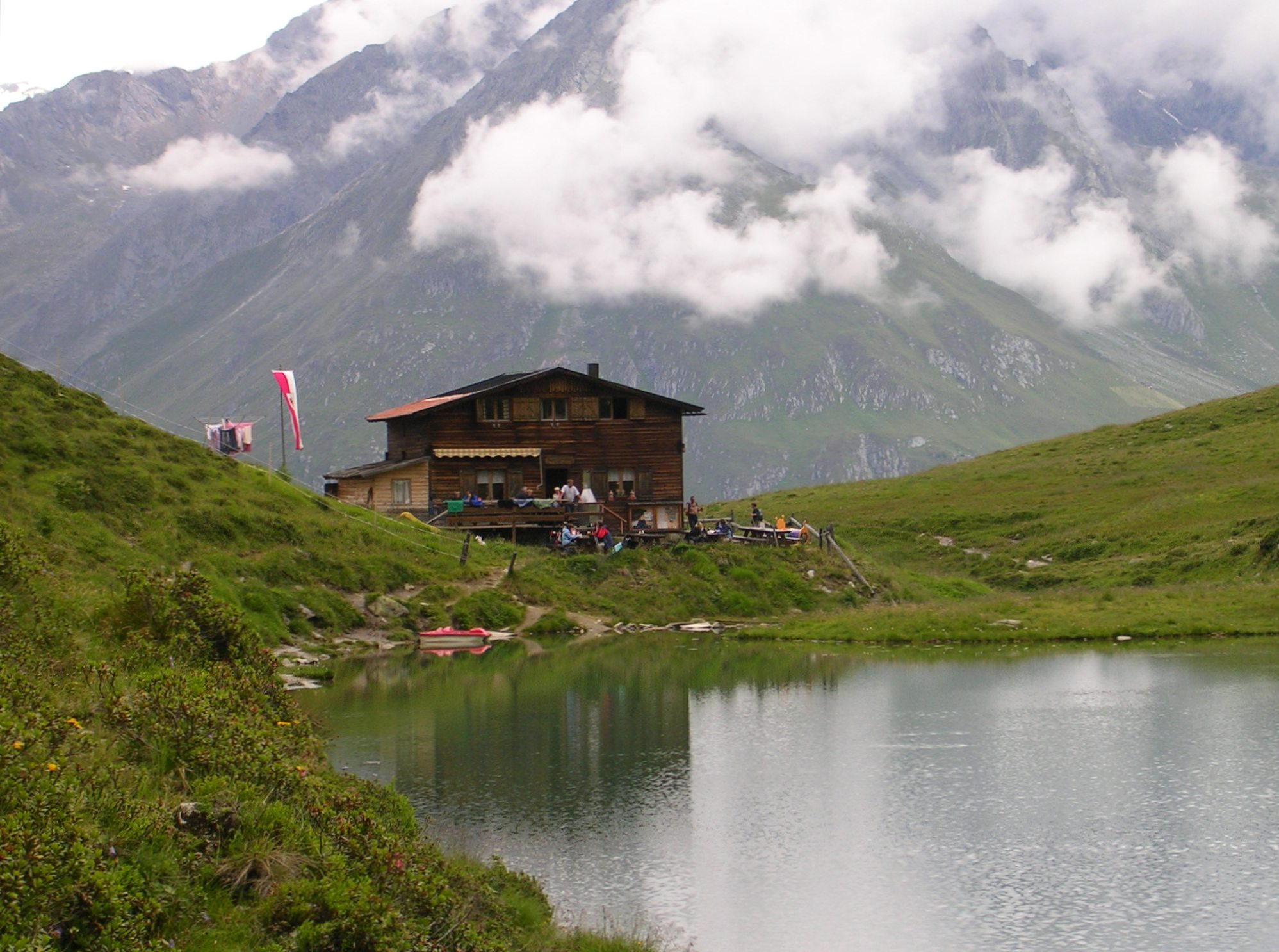
Berger-See-Hütte

Seit den 1970er Jahren sanken die Nächtigungszahlen in Virgen um etwa 50 %. Neben dem allgemeinen Rückgang des alpinen Sommertourismus leidet Virgen unter der geringen Zahl von Betrieben der höheren Kategorien. Im Sommer 2005 wurden in Virgen 62.756 Nächtigungen gezählt, wobei die Verweildauer im Durchschnitt sieben Tage betrug. 80,7 % der Sommergäste stammten aus dem Ausland, wobei 59,2 % der Gesamtnächtigungen auf Gäste aus Deutschland und 10,5 % auf Gäste aus den Niederlanden entfielen. Im Sommer 2000 waren in Virgen noch 72.645 Nächtigungen verbucht worden (−15,8 %). Im Wintertourismus 2005/06 konnte sich Virgen gegenüber der Wintersaison 1999/2000 um 24,8 % auf 17.187 Nächtigungen steigern, wobei seit der Wintersaison 2003/04 die Nächtigungen kontinuierlich gesunken sind. Insgesamt verfügte Virgen 2005 über 1.159 Gästebetten.
Die Gemeinde Virgen ist heute zusammen mit den Osttiroler Nationalparkgemeinden im Tourismusverband Urlaubsregion Nationalpark Hohe Tauern Osttirol organisiert. Als Hauptattraktion dient das Wandernetz mit dem Venediger Höhenweg. Auf dem Gemeindegebiet bestehen fünf Schutzhütten, die Bonn-Matreier Hütte in der Virger Nordkette sowie Lasörlinghütte, Wetterkreuzhütte, Berger-See-Hütte und Zupalseehütte in der Lasörlinggruppe. Des Weiteren liegen sieben bewirtschaftete Almen in Virgen.

### Verkehr und Infrastruktur
Die Gemeinde Virgen wird durch die Virgentalstraße L 24 erschlossen, die von der Gemeinde Matrei nach Virgen und weiter nach Prägraten verläuft. Die Virgentalstraße führt durch die Virger Ortsteile Mitteldorf, Virgen und Obermauern und verfügt in Matrei über einen Anschluss an die Felbertauernstraße B 108. Mit öffentlichen Verkehrsmitteln ist Virgen mittels Linienbussen der ÖBB-Postbus GmbH erreichbar. Die Linie 951 bindet die Gemeinde dabei täglich bis zu zwölfmal an die Bezirkshauptstadt Lienz an (Fahrzeit: 45 Minuten). Geführt wird die Linie vom Lienzer Bahnhof über Matrei bis zur Nachbargemeinde Prägraten. Der nächstgelegene Anschluss an das Bahnnetz befindet sich ebenfalls im rund 30 Kilometer Luftlinie südöstlich gelegenen Lienz.
Die Verantwortung für die Trink- und Löschwasserversorgung ist in der Gemeinde Virgen geteilt. Während die Gemeinde die Versorgung von Niedermauern, Haslach, Mellitz, Teilen Mitteldorfs und dem Zentrum Virgens übernimmt, werden Mitteldorf, Göriach, Marin, Obermauern und Welzelach von den jeweiligen Wassergenossenschaften versorgt. Eine moderne Abwasserentsorgung wurde ab den späten 1970er Jahren umgesetzt. Schritt für Schritt wurden die Ortsteile an das öffentliche Kanalnetz angeschlossen, wobei heute bis auf wenige Einzelhöfe alle Gebäude Virgens an das Kanalnetz angeschlossen sind und Virgen dadurch den höchsten Entsorgungsgrad im Bezirk erreicht. Virgen schloss sich 1992 mit mehreren Nachbargemeinden zum „Abwasserverband Hohe Tauern Süd“ zusammen, der die Abwässer der Mitgliedsgemeinden in der 1999 eröffneten Kläranlage in Huben reinigt. Der Abfall, der in der Gemeinde anfällt, wird über den Abfallwirtschaftsverband Osttirol (AWVO) entsorgt. Die als Sonnendorf Virgen beworbene Gemeinde verfügt über mehr als 2.300 m² Kollektorfläche thermischer Solaranlagen. Mit einer Solaranlagen-Dichte von etwa 1,01 m²/Einwohner liegt Virgen österreichweit an der Spitze. Neben einem Kleinwasserkraftwerk am Virgenerbach dient auch die Biogasanlage Virgental der Stromerzeugung. Für ihre Bemühungen wurde die Gemeinde 2003 und 2015 mit „European Energy Award“ geehrt.

### Bildung
Das Volksschulgebäude, das 1978 eröffnet wurde, beherbergte in den letzten Jahren zwischen sieben und acht Klassen. Die Schule, deren Schulsprengel das gesamte Gemeindegebiet umfasst, besuchen im Schuljahr 2020/21 rund 90 Schüler. Die Zahl ist dabei seit der Jahrtausendwende um etwa ein Drittel gesunken. Das Einzugsgebiet der erst 1969 eröffneten Hauptschule umfasst neben der Gemeinde Virgen die Nachbargemeinde Prägraten. Die achtklassige Schule wurde im Schuljahr 2020/21 von etwa 140 Schülern besucht. Zwischen 1968 und 1983 gab es in Virgen auch eine Sonderschulklasse und kurze Zeit einen Polytechnischen Lehrgang. Beide Schularten befinden sich heute in der Nachbargemeinde Matrei.

### Sicherheit und Gesundheitswesen
Virgen verfügt heute über keine eigene Polizeistation mehr, wobei das Zuständigkeitsgebiet des ehemaligen Gendarmeriepostens der Polizeiinspektion Matrei angegliedert wurde. Im ehemaligen Gendarmerieposten ist heute das Ortsmuseum eingerichtet. Die Freiwillige Feuerwehr wurde 1896 gegründet und hat mehr als hundert Mitglieder. Neben dem 1996 neueröffneten Hauptgebäude in Virgen verfügt die Freiwillige Feuerwehr über kleinere Außenstellen mit selbstständigen Löschgruppen in den Fraktionen Mitteldorf und Obermauern. Zur Bergung von Bergopfern wurde in Virgen eine Ortsstelle des Österreichischen Bergrettungsdienstes eingerichtet. Für die Gesundheitsversorgung steht in der Gemeinde ein Arzt für Allgemeinmedizin zur Verfügung. Für den Besuch eines Facharztes muss jedoch ins benachbarte Matrei oder in die Bezirkshauptstadt Lienz mit dem Bezirkskrankenhaus ausgewichen werden.

### Energie
Virgen gehört zu den 24 Gemeinden in Österreich (Stand 2019), die mit der höchsten Auszeichnung des e5-Gemeinden-Energieprojekts ausgezeichnet wurden. Das e5-Gemeinde-Projekt soll die Umsetzung einer modernen Energie- und Klimapolitik auf Gemeindeebene fördern.

## Politik

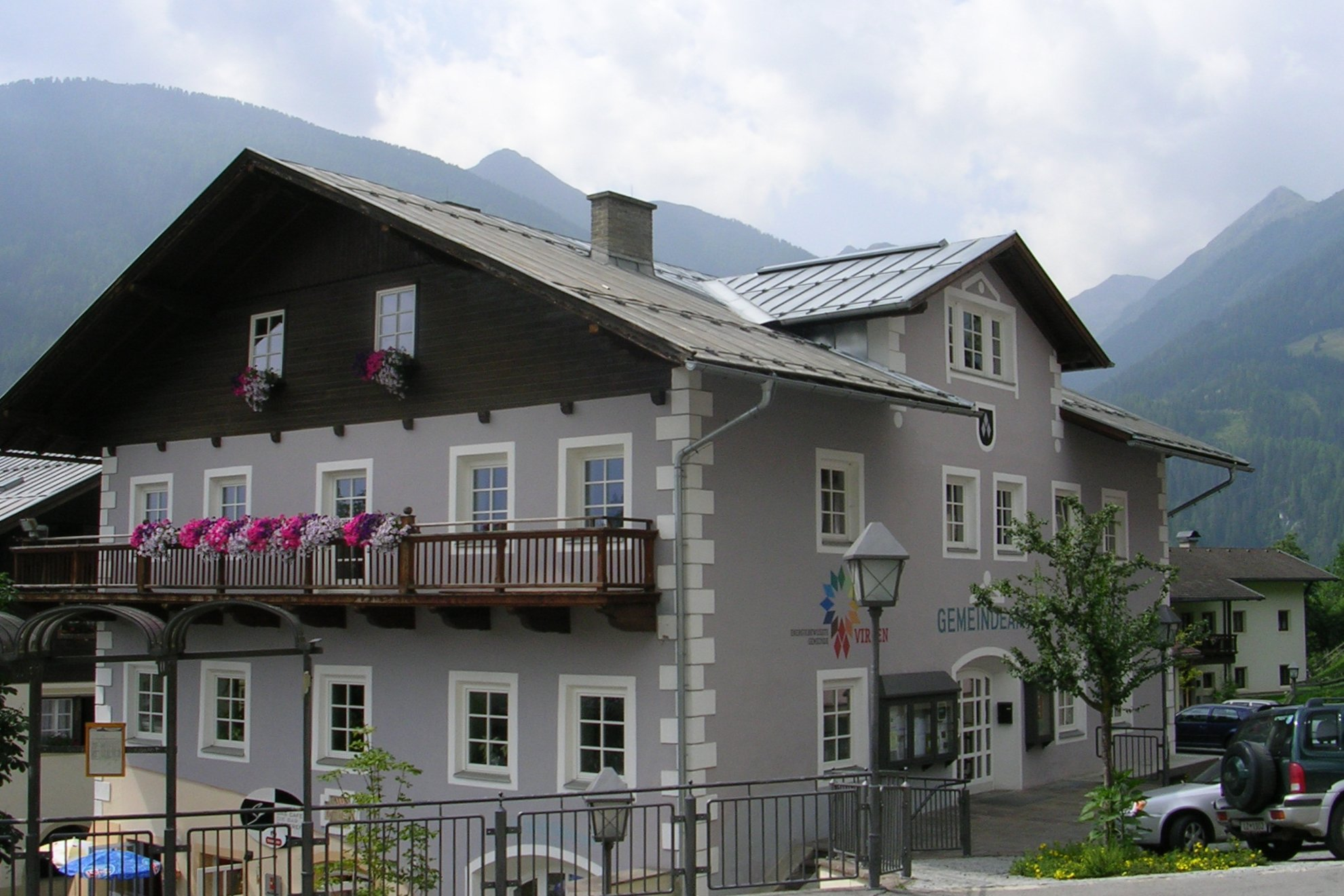
Das Virger Gemeindeamt

### Gemeinderat
Der Gemeinderat als oberstes Gremium der Gemeinde umfasst 15 Sitze und wird alle sechs Jahre im Zuge tirolweiter Gemeinderatswahlen gewählt.
Einzige Kraft in der Gemeindepolitik ist die Liste Für Virgen – Unabhängige Gemeinschaftsliste Für Virgen. 2004 war die Liste der einzige Wahlvorschlag für die Gemeinderatswahl, weshalb sie folglich auch alle 15 Mandate erhielt. Bei einer Wahlbeteiligung von nur 61,71 % lag die Zahl der ungültigen Stimmen bei 16,79 %. Die Liste Wir Gemeinsam – Für unsere Mitbürger, die 1998 noch 31,39 % der Stimmen erreicht hatte, trat bei den Wahlen 2004 nicht mehr an. Bei der Gemeinderatswahl 2010 war die Liste Für Virgen – Unabhängige Gemeinschaftsliste Für Virgen erneut der einzige Wahlwerber für die Gemeinderatswahl, weshalb kurz auch ein Aussetzen der Wahl diskutiert wurde. Schließlich wurde die Wahl doch durchgeführt, Die Wahlbeteiligung sank in der Folge auf 53,5 %, zudem betrug die Anzahl der ungültigen Stimmen 13,3 %. Ruggenthaler trat erneut als einziger Kandidat bei der Bürgermeisterdirektwahl an, wobei bei seiner Wahl 7,2 % der Stimmen ungültig waren. Stark verwurzelt in Virgen ist die ÖVP, die bei der Landtagswahl 2008 55,0 % der Stimmen erreichte.
Bei den Gemeinderatswahlen 2010, 2016 und 2022 trat „FÜR VIRGEN - Unabhängige Gemeinschaftsliste“ als einzige Partei an und erhielt damit alle 15 Mandate. Dietmar Ruggenthaler wurde jeweils als einziger Kandidat zum Bürgermeister gewählt.

### Bürgermeister
- seit 1992 Dietmar Ruggenthaler.[44][45]

### Wappen
Blasonierung: Das Wappen zeigt einen schwarzen Schild mit drei, in Pfeilform angeordneten, silbernen Rauten (Kristalle).
Das Wappen symbolisiert den einst ertragreichen Bergbau sowie den Mineralienreichtum der Gemeinde. Die Anordnung der Kristalle ist einer Darstellung nachempfunden, die sich im Portalbogen der Kirche in Obermauern wiederfindet.
Das Gemeindewappen wurde im Jahr 1972 verliehen.

## Persönlichkeiten

### Ehrenbürger
- Erich Kneußl (1884–1968), Politiker (CSP, VF)

### Söhne und Töchter der Gemeinde
- Sebastian Defregger (1784–1853), Bildhauer, Maler und Graveur
- Josef Veiter (1819–1902), Bildhauer und Maler
- Alois Fuetsch (1860–1935), Orgelbauer
- Gottfried Fuetsch (1909–1989), Bildhauer und Krippenschnitzer, Ehrenbürger der Gemeinde Virgen[46]
- Louis Oberwalder (1922–2010), Pädagoge, Erwachsenenbildner und Publizist
- Alois Lang (* 1947), Bildhauer, arbeitete in New York, Seoul und Tokio. Lebt in Heugraben im Südburgenland.[46]
- Oliver Ruggenthaler (* 1972), Ordenspriester